# أديب لحود
أديب بك ميخائيل لحود (25 يناير 1885 - 5 يناير 1964) كاتب مسرحي ومؤرخ ومدرس لبناني. ولد في بلدة عمشيت من قضاء جبيل. درس في مدرسة الحكمة على كبار أساتذة منهم سعيد الشرتوني، ويوسف الحداد، وعبد الله البستاني و أنهى دروسه سنة 1904. أنشأ مدرسة داخلية علمانية باسم «المدرسة الوطنية‌» عام 1908 في مسقط رأسه، استمرت ثمانية وثلاثين عامًا، وأسهم في تحرير جريدتي «الحكمة» و«بيبلوس» بين عامي 1909 و 1913. دخل الفن المسرحي كاتبًا ومخرجًا، وألّف فرقة تمثيلية. درّس الأدب العربي في عدد كبير من المدارس والكليّات اللبنانية. له مؤلفات في التاريخ والأدب، والعديد من روايات ومسرحيات نثرية شعرية. يعد من أبرز المسرحيين اللبنانين في النصف الأول للقرن العشرين.

## سيرته
ولد أديب ميخائيل لحود يوم 25 يناير 1885 في بلدة عمشيت في سنجق بيروت بولاية بيروت العثمانية (قضاء جبيل لاحقًا) ونشأ بها. تلقى دروسه الأولى فيها، ودرس في مدرسة الحكمة على كبار أساتذة عصره أمثال سعيد الشرتوني، والأب يوسف الحداد، وعبد الله البستاني. من زمائله في الدراسة هم جبران خليل جبران، وبشارة الخوري، ووديع عقل،‌ وأمين تقي الدين.

اشتغل مدرساً للغة العربية وآدابها في عدة مدارس وكليات في بيروت، وجبيل، وطرابلس، وطرطوس. وفي عام 1908 أنشأ مدرسة داخلية‌ في عمشيت سماها المدرسة الوطنية، استمرت ثمانية وثلاثين عامًا، تخرّج فيها عدد كبير من الأدباء والشعراء. دخل الصحافة وأسهم في تحرير جريدة «الحكمة» و«بيبلوس» من 1909 حتى 1913. اهتمم بالمسرح تأليفاً وتمثيلاً، وكان من أوائل الذين نقلو النشاط المسرحي من بيروت إلى الجبل، حيث ألّف فرقة تمثيلية.

توفي أديب لحود يوم 5 يناير 1964 محتملًا في بيروت.

## شعره
ليس له ديوان مطبوع، وقصائده منشورة في الدراسات التي ترجمت له. وصفه معجم البابطين «شعره تقليدي، طرق مختلف موضوعات القصيد المعبر عن مناسبة، فضلاً عن الإخوانيات، صياغته أدبية طيعة لا تعقيد فيها ولا معاظلة موسيقية.».

## مؤلفاته
أكثر مؤلفاته مخطوطة. من كتبه في التاريخ والأدب:
- «الزنبقة الذابلة: عمشيت»، 1911
- «نيل الأرب في تاريخ العرب»، 1914
- «الدوحة العمشيتيّة: تاريخ عائلات عمشيت»
- «حضارة العرب في الجاهلية والإسلام»، 1952
- «الدولة العمشيتية منذ الجيل السابع عشر حتى اليوم»، 1953
- «الأخلاق والعادات اللبنانية»، 1953
- «رفيق الكتاب، في ثلاثة أجزاء»، يبحث في الكلمات التقنيّة في اللغة
- «جراب الأدب»
- «جغرافية لبنان الابتدائية والتكميلية»

من مسرحياته، شعرية نثرية:
- «لبنان على المسرح»، 1919
- «القديسة بربارة العذراء الشهيدة»، 1910
- «زينب (الزباء) ملكة جزيرة العرب»، 1952
- «بشر بن عوانة وقتله الأسد والأفعي»، 1952
- «الشهامة والشرف» أو: «شيرين الفارسية»، 1952
- «الفتاة المفقودة»، 1953
- «الكندية الحسناء »
- «حسناء الأندلس»
- «توافان بطل الاستشهاد»

من رواياته هزلية:
- «الاخوان ومعاون طبيب الإنسان»
- «عنفيص الراعي»
- «دعبيس والجابي والمحاميان»
- «الخادم الأبله»
- «قرياقوس البخيل»